# Chris Warren, Jr.
Chris Warren, Jr., född 15 januari 1990 i Indianapolis, Indiana, är en amerikansk skådespelare. Han har bland annat gjort rollen som Zeke Baylor i filmen High School Musical.